# Albert Gustav Carus
Albert Gustav Carus (* 23. April 1817 in Dresden; † 11. Januar 1891 ebenda) war ein deutscher Mediziner und Leibarzt am sächsischen Königshof.

## Leben
Albert Gustav Carus studierte an der Universität Leipzig Medizin. 
Nach seiner Promotion am 23. Februar 1841 wirkte er in der Praxis seines Vaters Carl Gustav Carus in Dresden. Carus wurde Hofhilfsarzt und in späteren Jahren Hofrat und Leibarzt am sächsischen Königshof.
Am 1. November 1849 heiratete er in Dresden Lina Herbst. Die Ehe blieb kinderlos.
Im Winter 1853/1854 begleitete er Prinz Georg, den späteren König von Sachsen, auf einer Reise nach Sizilien und Neapel.
In der Zeit der Präsidentschaft seines Vaters wurde Albert Gustav Carus am 14. September 1863 mit dem Beinamen Celsus als Mitglied (Matrikel-Nr. 2000) in die Leopoldina aufgenommen.
Carus hatte 5 Brüder und 5 Schwestern. Seine Schwester Charlotte (1810–1838) war die Ehefrau des Bildhauers Ernst Rietschel, der 1837 ein Porträt von ihm zeichnete.

## Schriften
- De graviditate tubo-uterina seu interstitiali. Dissertatio Inauguralis Medica, Lipsiae 1841 Digitalisat
- Sicilien und Neapel. Tagebuch einer Reise während des Winters 1853–1854 im Gefolge Sr. königlichen Hoheit des Prinzen Georg, Herzogs zu Sachsen. Wurzen 1856 Digitalisat